# Giáo hoàng Innôcentê IV
Innôcentê IV (Latinh: Innocens IV) là vị giáo hoàng thứ 180 của giáo hội công giáo.
Theo niên giám tòa thánh năm 1806 thì ông đắc cử Giáo hoàng năm 1243 và ở ngôi Giáo hoàng trong 11 năm 5 tháng 14 ngày. Niên giám tòa thánh năm 2003 xác định ông đắc cử Giáo hoàng ngày 25 tháng 6 năm 1243, ngày khai mạc chức vụ mục tử đoàn chiên chúa là ngày 28 tháng 6 và ngày kết thúc triều đại của ngài là ngày 7 tháng 12 năm 1254.
Giáo hoàng Innocens IV sinh tại Genoa vào khoảng năm 1195 với tên thật là Sinibaldo Fieschi thuộc một trong các dòng họ chính của Gênes. Được đào tạo ở Parme và Bologne đã dạy luật ở Bologne một cách xuất sắc, trước khi được thăng chức Hồng y. Innôcentê IV đã có những chú giải quan trọng của Tập các Sắc lệnh (Décrétales).
Việc bầu chọn ông tổ chức tại Anagni, sau 2 năm trống ngôi Giáo hoàng. Mật tuyển viện mới đã diễn ra ở Anagni ngày 18 (25?) tháng 6 năm 1243. Sinibaldo Fieschi, Giám mục Albenga đã được bầu làm Giáo hoàng lấy tên là Innocent IV.

## Truyền giáo

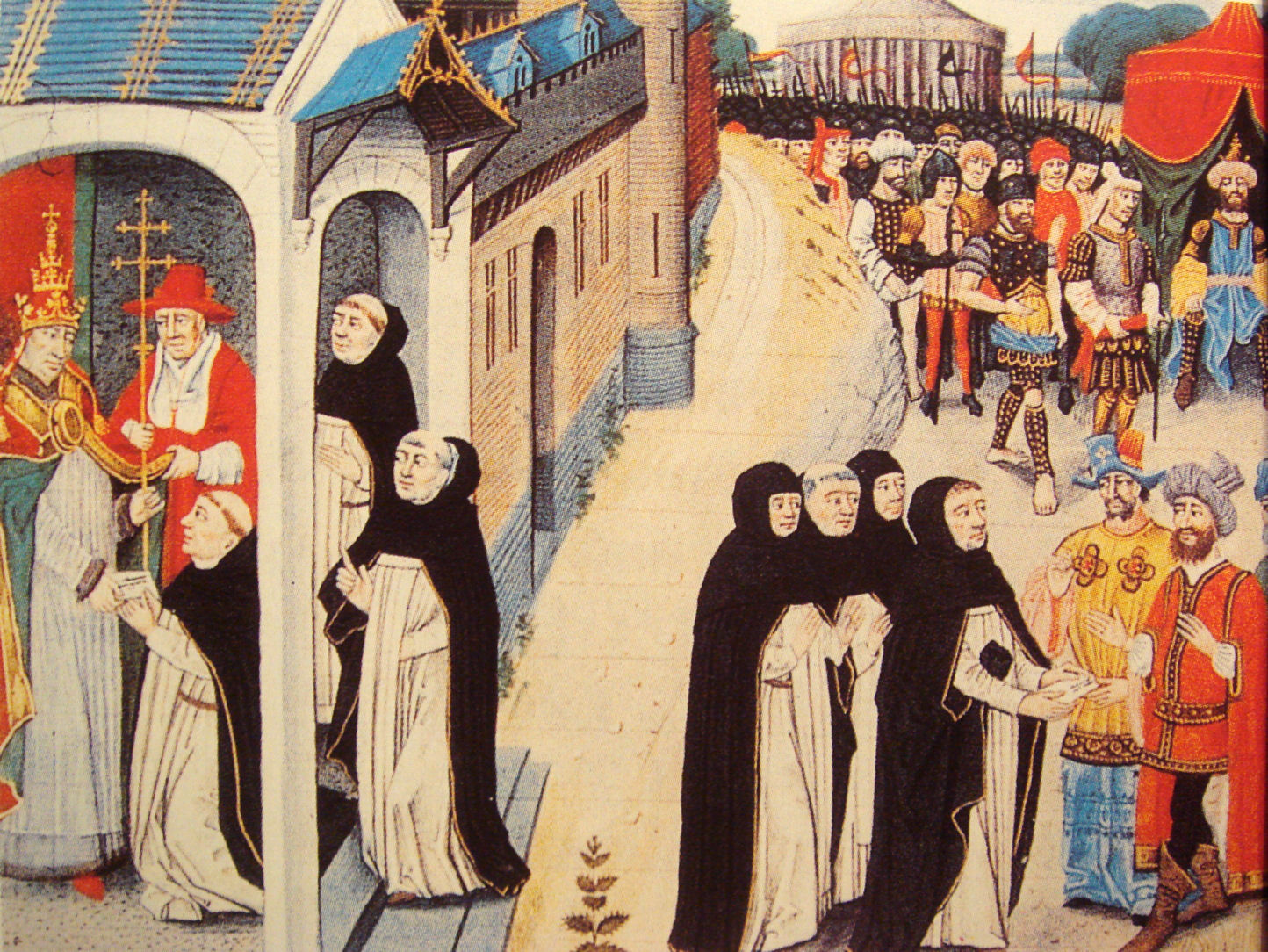
Ascelino xứ Lombardia nhận thư từ Giáo hoàng Innôcentê IV và gửi chúng cho tướng Mông Cổ Baiju (Bái Trụ) năm 1245.

Cuộc xâm lăng của quân Mông cổ vào Đông Âu năm 1223, đã khiến Giáo hội phải quan tâm đến việc truyền giáo ở Á châu.
Năm 1248 và 1253, đức Innocente IV và vua Louis gửi hai phái đoàn do các Cha Plancarpin và Rubrouk dòng Phanxicô dẫn đầu đến gặp vua Mông Cổ tại Karakoroum và tìm cách giảng đạo cho họ, nhưng không thành công. Sau đó nhiều nhóm du thuyết Đaminh, Phanxicô kéo nhau đi giảng đạo tại Ba Tư, Ấn Độ và Trung Hoa.
Năm 1250, Giáo hoàng Innocent IV đã phong vương cho ông hoàng Mindowe đã theo đạo năm 1250, do hoạt động của các hiệp sĩ Teutonic. Do đó, Lituania là dân tộc cuối cùng ở Đông Âu theo đạo Công giáo. Năm 1253, Giáo hoàng cũng cử đến Lituania một Giám mục. Nhưng phải đợi đến ông hoàng Jagellon chịu phép rửa tại Cracovia (1386), đạo Công giáo mới được tuyên bố là quốc giáo.

## Quan hệ với Frederick

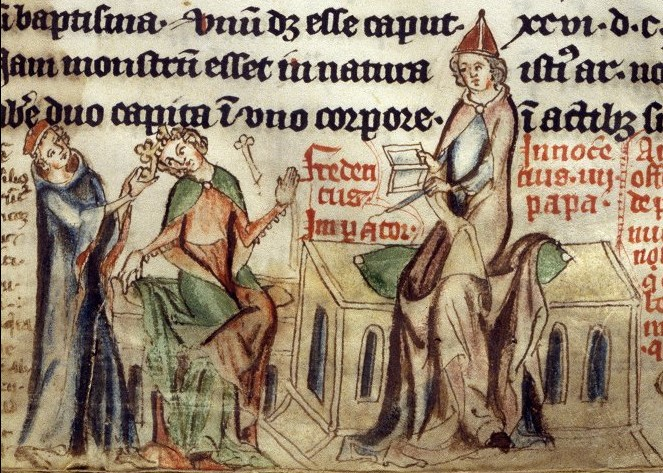
Một bức tiểu họa thế kỷ 14 mô tả cảnh giáo hoàng phạt vạ tuyện thông Hoàng đế Friedrich II

Hoàng đế Frederick II, người mà ông đã có những quan hệ tốt nói rằng mình đã mất đi tình bằng hữu của một hồng y và kiếm được mối thù ghét của một Giáo hoàng. Hoàng đế bắt đầu những cuộc thương thuyết để chấm dứt sự tuyệt thông và sự xung đột đã kéo dài từ Grêgôriô IX.
Những mối xung đột giữa ông với Frederick II đã không dàn xếp được và mùa hè năm 1244, Innocnent đã rút lui vào thành phố Gêné rồi sang Lyon. Ông triệu tập Công đồng Chung XIII. LYON (Conciles cuméniques de) Công đồng này nhằm nhất là hạ bệ hoàng đế Frederick II là người xâm phạm đến những quyền lợi của Giáo hội Rôma.
Cả Đế quốc La Đức đứng lên chống lại, Frederick II thua trận, nên buồn bã ngã bệnh chết. Thần quyền chính trị một lần nữa được củng cố. Tuy nhiên quyền Giáo hoàng cũng giảm bớt dần như quyền Hoàng đế vào cuối thế kỷ XIII. Sau khi Frédéric II chết, Giáo hoàng đã quay trở về Rôma năm 1253.
Cuộc chống lại hoàng đế Frederick II đã đưa ông đến chỗ nhấn mạnh về sự viên mãn quyền bính của Giáo hoàng là vị đại diện Chúa Kitô, về quyền tài phán phổ quát, kể cả việc trần thế.
Cuối triều Giáo hoàng, ông đã dành phần còn lại của cuộc đời để đấu tranh chống lại Manfred de Hohenstaufen, con hoang của Frédéric II, người đã được các thành phố và những người quý tộc ủng hộ làm người kế vị hợp pháp của vương quốc Silicia.

## Vai trò Giáo hoàng

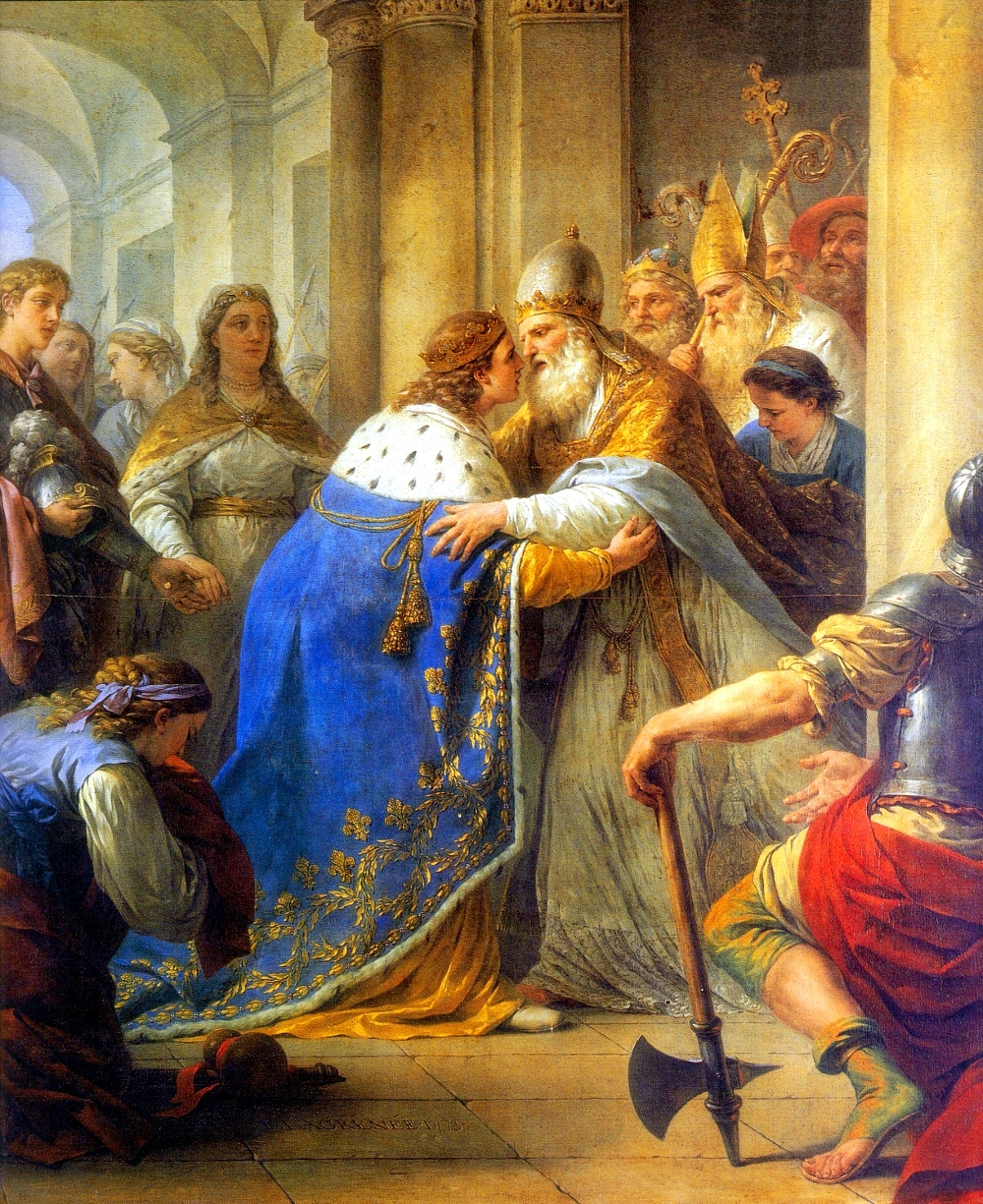
Giáo hoàng Innocent IV cùng vua Thánh Louis tại Lyon, năm 1248.

Trước việc nhiều Giám mục, kinh sĩ, phần lớn thuộc hàng quý tộc, sống cuộc đời xa hoa. Giáo hoàng Innocent IV trong Công đồng Lyon đã gọi đời sống của hàng giáo sĩ các cấp bấy giờ là một trong năm vết thương của Giáo hội và là nguyên nhân chính gây đau khổ cho Thân mình chúa Ky-tô.
Robert Grossetête, Giám mục thánh Lincoln, trrong bài diễn văn "De Corruptelis Ecclesiae" đọc trước mặt đức Innocent IV tại Lyon năm 1250 đã can đảm chỉ trích sự quá lạm trong việc chước chuẩn và ban chức tước, nhưng không được mấy kết quả.
Ông nổi tiếng thông thạo Giáo luật. Ông thiết lập Lễ Đức Mẹ Thăm Viếng. Năm 1244, ông đã cổ vũ cuộc Thập Tự chinh VII cùng với vua Louis IX của [Pháp]. Cuộc Thập Tự Chinh VII kết thúc còn ê chề hơn những lần trước.
Năm 1252, ông cho phép các thẩm quyền dân sự dùng sự tra tấn đối với những người lạc giáo, với sắc chỉ Ad extirpando. Trên gường hấp hối ở Napôli, Giáo hoàng nghe tin thắng trận ở Manfred ở Foggia và ông qua đời ngày 7 tháng 12 năm 1254.
Học thức uyên thâm của ông về giáo luật đã để lại quyển Apparatus in quinque libros decretalium. Ông có tiếng là một con người thông thái và thông minh, nhưng keo kiệt, ty tiện, nhút nhát và hay trả thù.